# JAとりで総合医療センター
JAとりで総合医療センター（ジェイエイとりでそうごういりょうセンター）は、茨城県取手市にある医療機関。茨城県厚生農業協同組合連合会（JA茨城県厚生連）が運営する病院である。

## 概要
JA（農業協同組合）グループを構成する組織体である茨城県厚生農業協同組合連合会（JA茨城県厚生連）が県内で運営する6病院のひとつ。
また、第一種感染症指定医療機関として当院は県内唯一の指定を受ける。

## 沿革
- 1976年（昭和51年） - （旧）取手協同病院と龍ヶ崎協同病院が合併し、現在地に新築移転し取手協同病院となる。
- 1983年（昭和59年） - 総合病院に承認。総合病院取手協同病院と改称。
- 1986年（昭和62年） - 二次救急輪番制当番病院に指定。
- 1999年（平成11年） - 第二種感染症指定医療機関に指定。
- 2002年（平成14年） - 茨城県災害拠点病院に指定。
- 2005年（平成17年） - 第一種感染症指定医療機関に指定。
- 2006年（平成18年） - 茨城県地域周産期母子医療センターに指定。
- 2008年（平成20年） - 地域医療支援病院に認可。
- 2009年（平成21年） - 茨城県がん診療指定病院に指定。
- 2011年（平成23年） - JAとりで総合医療センターに改称。

## 診療科
- 消化器内科
- 腎臓内科
- 循環器内科
- 神経内科
- 呼吸器内科
- 血液内科
- 小児科
- 呼吸器外科
- 外科
- 整形外科
- 脳神経外科
- 皮膚科
- 泌尿器科
- 産婦人科
- 眼科
- 耳鼻咽喉科
- リハビリテーション科
- 口腔外科
- 放射線科（診断）
- 放射線治療科
- 救急外来
- 臨床検査科
- 病理診断科
- 糖尿病センター
- 健康管理センター
- 麻酔科
- 化学療法室
- ICU(Intensive Care Unit 集中治療室)

## 医療機関の指定等
- 茨城県災害拠点病院
- 地域医療支援病院
- DPC対象病院
- 第一種感染症指定医療機関[1]
- 第二種感染症指定医療機関[2]

## 交通アクセス
- JR取手駅より
  - バス乗り場

1. 西口（関東鉄道バス）JAとりで総合医療センター行きに乗車し、終点で下車。
2. 東口（関東鉄道バス）JAとりで総合医療センター行きに乗車し、終点で下車。(運行本数少数)

- つくばみらい市病院バス